# مؤشر ليجاتوم للازدهار
مؤشر ليجاتوم للازدهار أو مؤشر الرخاء العالمي (بالإنجليزية: Legatum Prosperity Index) هو تصنيف سنوي تم تطويره بواسطة معهد ليجاتوم، وهي مؤسسة خيرية تعليمية مستقلة تأسست وتمول جزئياً من قبل شركة الاستثمار الخاصة ليجاتوم.
يعتمد الترتيب على مجموعة متنوعة من العوامل بما في ذلك الثروة والنمو الاقتصادي والتعليم والصحة والرفاهية الشخصية ونوعية الحياة.
اعتباراً من تصنيفات 2021، تم تصنيف 167 دولة ومنطقة، وتصدرت الدنمارك القائمة، تليها النرويج والسويد. وجاء جنوب السودان في المركز الأخير بالمرتبة 167. في عام 2013، كانت 27 دولة دولة ديمقراطية من أصل 30.

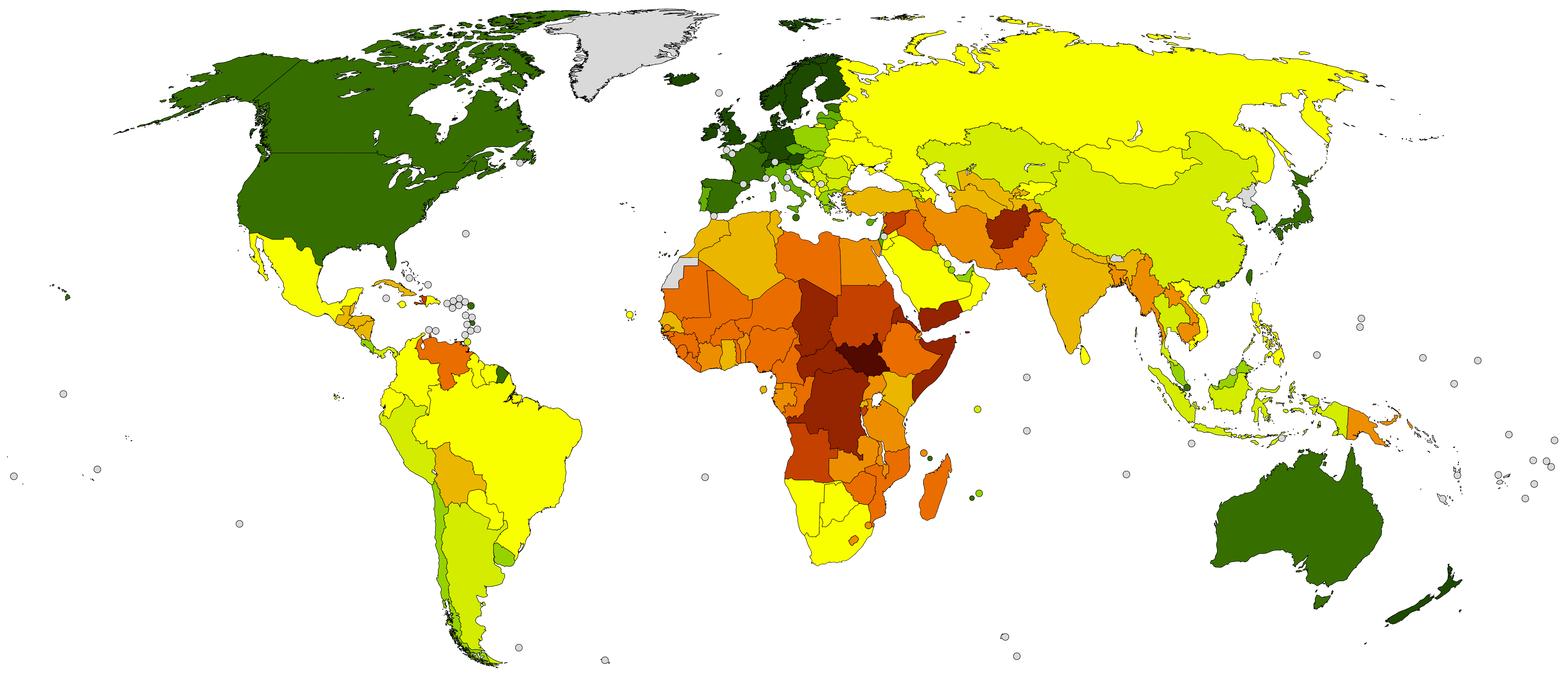
البلدان وفقًا لدرجة (L) في مؤشر الازدهار لعام 2020 Legatum.

## المنهجية
يعتمد مؤشر مؤشر ليجاتوم للازدهار لعام 2018 على 104 متغيراً مختلفاً تم تحليلها عبر 149 دولة حول العالم. تشمل بيانات المصدر استطلاع غالوب العالمي، مؤشرات التنمية العالمية، الاتحاد الدولي للاتصالات، مؤشر الدول الهشة، مؤشرات الحوكمة العالمية، فريدوم هاوس، منظمة الصحة العالمية، مسح القيم العالمية، منظمة العفو الدولية، مركز السلام المنهجي. يتم تجميع المتغيرات الـ 104 في 9 فهارس فرعية، والتي يتم حساب متوسطها باستخدام أوزان متساوية. الفهارس الفرعية التسعة هي:
- الجودة الاقتصادية
- بيئة العمل
- الحكم
- تعليم
- صحة
- سلامة الأمن
- الحرية الشخصية
- الرأسمالية الاجتماعية
- بيئة طبيعية

على سبيل المثال، تشمل الحرية الشخصية حرية الكلام والدين، والتسامح القومي تجاه المهاجرين والأقليات العرقية والعرقية. ويتضمن المؤشر الفرعي للرأس المال الاجتماعي النسبة المئوية للمواطنين الذين يتطوعون ويتبرعون للأعمال الخيرية ويساعدون الغرباء والذين يشعرون أنه يمكنهم الاعتماد على العائلة والأصدقاء.
ساعدت أكسفورد أناليتيكا في التطوير المبكر لمؤشر الرخاء وساهمت في تشكيل المنهجية. اليوم، يتم إنتاج ونشر الفهرس السنوي من قبل معهد ليجاتوم.
يتبع معهد ليجاتوم نهجاً شفافاً في عمله على مؤشر الازدهار. ولتحقيق هذه الغاية، فإن المنهجية الكاملة لمؤشر الازدهار إلى جانب البيانات المستخدمة لإنشائه متاحة مجاناً عبر الإنترنت على موقع المعهد.

## معهد ليغاتوم
ينشر معهد Legatum الفهرس.

### الموظفين
مدير مؤشر الازدهار هو الدكتور ستيفن برين. تتم مراجعة مؤشر الازدهار وانتقاده من قبل لجنة استشارية من الأكاديميين والعلماء الذين يمثلون مجموعة من التخصصات، ومن بينهم: البروفيسور تيم بيسلي (كلية لندن للاقتصاد)؛ دانيال دريزنر (جامعة تافتس)؛ د. كارول جراهام (معهد بروكينغز)؛ د. د. إدموند ماليسكي (جامعة كاليفورنيا، سان دييغو)؛ الدكتورة آن أوين (كلية هاميلتون).
كما تساهم المجموعة الاستشارية الدولية التابعة لمعهد ليجاتوم في مؤشر الازدهار وتساعدها: البروفيسور بيتر سكيري (كلية بوسطن)؛ البروفيسور دان شيرو (جامعة واشنطن)؛ توبي موندي الرئيس التنفيذي (أتلانتيك بوكس)؛ وباتريك تشيونغ.

## روابط خارجية
- الموقع الرسمي